# Alexander Dorner

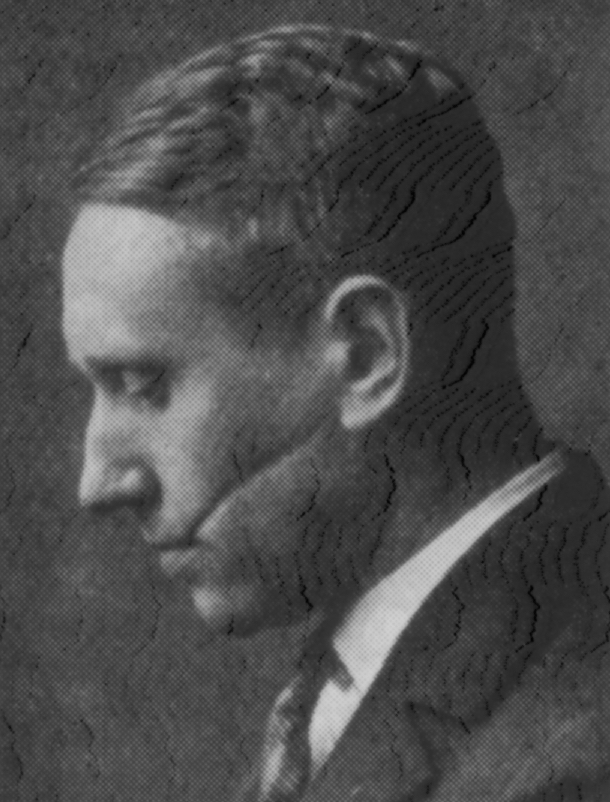
Alexander Dorner

Alexander Dorner (* 19. Januar 1893 in Königsberg i. Pr.; † 2. November 1957 in Neapel) war ein deutscher Kunsthistoriker und Hochschullehrer. Er gilt als einer der innovativsten und einflussreichsten Museumsdirektoren des 20. Jahrhunderts. 

## Leben
Als Sohn des Theologen August Johannes Dorner besuchte Dorner das Collegium Fridericianum. Nach dem Abitur studierte er an der Albertus-Universität Königsberg und der Friedrich-Wilhelms-Universität zu Berlin Geschichte, Kunstgeschichte und Archäologie. Nach den Kösener Corpslisten 1930 wurde er 1912 Mitglied des Corps Littuania. Da er weder in Passauers Corpstafel der Littuania zu Königsberg (1935) noch in den Kösener Corpslisten 1960 aufgeführt ist, dürfte er Anfang der 1930er Jahre aus dem Corps ausgeschieden sein. Nach seiner Teilnahme am Ersten Weltkrieg (1914–1918) und seiner Promotion zum Dr. phil. im Jahr 1919 in Berlin war Dorner ab 1919 am Provinzialmuseum Hannover tätig, in den Jahren 1925 bis 1937 als dessen Direktor. 1920 habilitierte er sich und war von da bis 1937 Privatdozent für Kunstgeschichte an der Technischen Hochschule Hannover, 1928 wurde er zum a.o. Professor ernannt.
Zwischen Herbst 1926 und Februar 1928 richtete Dorner, gemeinsam mit El Lissitzky, das Kabinett der Abstrakten ein. Von 1929 bis 1934 war er Präsident der Kestner-Gesellschaft in Hannover. 1936 trat Dorner nach der Aktion Entartete Kunst aus Gewissensgründen als Museumsdirektor zurück und emigrierte als Gegner des Nationalsozialismus im Sommer 1937 mit Unterstützung seines Doktorvaters Adolph Goldschmidt in die Vereinigten Staaten. In Rhode Island war er von 1937 bis 1941 Museumsdirektor der Rhode Island School of Design. Von 1941 bis 1948 lehrte er als Professor für Kunstgeschichte und Ästhetik an der Brown University in Providence. 1943 erhielt er die Staatsbürgerschaft der Vereinigten Staaten. Ab 1948 lehrte er am Bennington College in Vermont.

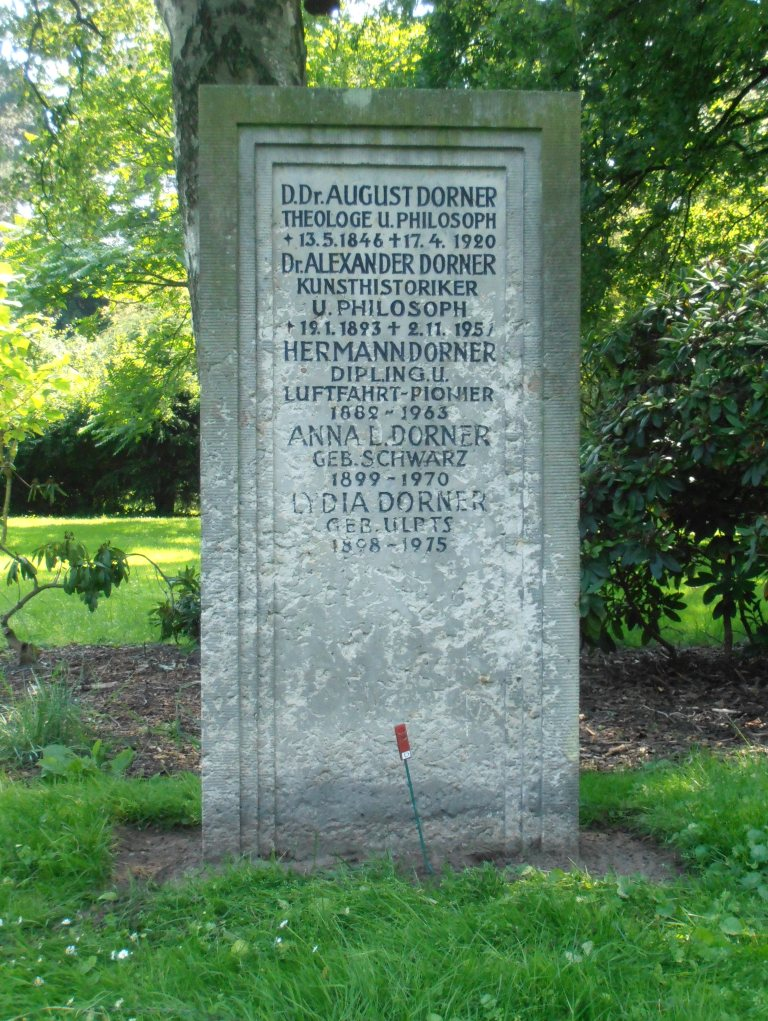
Dorners Grabmal

Dorner starb mit 64 Jahren auf einer Reise bei Neapel. Beigesetzt wurde er auf Hannovers Stadtfriedhof Stöcken (Abt. A 28).

### Bedeutung
Dorners entscheidende Leistung waren die zusammen mit Justus Bier als Leiter der Kestner-Gesellschaft seit 1930 aufgebauten Installationen zum neuen Raumverständnis der Moderne. Dazu gehörten das Abstrakte Kabinett von El Lissitzky, nachgebaut im Sprengel-Museum, und der Raum der Gegenwart von László Moholy-Nagy. Er rettete Kunstwerke des sowjetisch-russischen Konstruktivisten und Suprematisten Kasimir Malewitsch vor der  stalinistischen wie der nationalsozialistischen Diktatur, als sie 1933 in Deutschland vernichtet werden sollten, eine Rückkehr in die Sowjetunion aber auch keine Sicherheit mehr bot.
Dorners Witwe Lydia Dorner initiierte 1968 in Hannover die Rekonstruktion des durch die Nationalsozialisten zerstörten Kabinetts der Abstrakten.

### Privates
Dorner war in erster Ehe verheiratet mit Karola von Broich. Aus dieser Ehe hatte er einen Sohn, Karl Alexander Dorner (1925–1989). Seine zweite Frau war Ella Grotewold. Die dritte Ehe schloss er mit Lydia Nepto.

## Schriften
- Die romanische Baukunst in Sachsen und Westfalen (= Bibliothek der Kunstgeschichte 52). E. A. Seemann, Leipzig 1923
- The Way beyond Art – The Work of Herbert Bayer. Wittenborn, Schultz, New York 1949 (gilt als Dorners Hauptwerk)
  - deutsche Übersetzung: Überwindung der „kunst“. Fackelträger-Verlag, Hannover 1959.
- Hundert Jahre Kunst in Hannover, 1750–1850. Kunstverein, Hannover 1932.
- 100 Jahre Bauen in Hannover. Zur Jahrhundertfeier der Technischen Hochschule. Edler & Krische, Hannover 1931.
- Ein Gang durch die Galerie. In: Der Pelikan. Mitteilungen der Pelikan-Werke, Nr. 38, 1930, S. 3–8.